# Fontanès-de-Sault
Fontanès-de-Sault település Franciaországban, Aude megyében. Lakosainak száma 5 fő (2022. január 1.). Fontanès-de-Sault Rouze, Aunat, Campagna-de-Sault, Escouloubre és Rodome községekkel határos.

## Népesség
A település népessége az elmúlt években az alábbi módon változott:
| Lakosok száma | 7    | 20   | 6    | 10   | 4    | 5    | 5    | 5    | 5    | 5    |
|               | 1968 | 1982 | 1990 | 2006 | 2013 | 2015 | 2017 | 2019 | 2020 | 2022 |